# یک راسو برای خانم
یک راسو برای خانم (انگلیسی: Make Mine Mink) یک فیلم به کارگردانی رابرت اشر است که در سال ۱۹۶۰ منتشر شد. از بازیگران آن می‌توان به تری توماس اشاره کرد.